# Cvetak zanovetak (singel)
Cvetak zanovetak je prvi glasbeni singel srbske folk-pop pevke Svetlane Ražnatović - Cece, ki je bil objavljen junija leta 1988.  Singel je objavljen nekaj mesecev pred uradno izdajo prvega pevkinega albuma Cvetak zanovetak, objavila ga je beograjska založba PGP RTB.
Na B strani plošče je pesem Zaljubljena srbske pevke Merime Njegomir. 

## Seznam skladb
| Št.             | Naslov                          | Besedilo        | Glasba          | Dolžina |
| --------------- | ------------------------------- | --------------- | --------------- | ------- |
| 1.              | „Cvetak zanovetak (Ceca)‟       | B. Majdanac     | D. Ivanković    | 3:27    |
| 2.              | „Zaljubljena (Merima Njegomir)‟ | V. Petković     | M. Mijatović    | 2:50    |
| Skupna dolžina: | Skupna dolžina:                 | Skupna dolžina: | Skupna dolžina: | 6:17    |

## Festival Ilidža'88
Svetlana Ražnatović - Ceca je junija leta 1988 nastopila na takrat prestižnem glasbenem festivalu Ilidža'88, s pesmijo Cvetak zanovetak.  Na večeru mladih talentov je prejela največ glasov občinstva - več kot vsi ostali tekmovalci skupaj.   Na zaključnem večeru festivala je prejela nagrado za najboljšo debitantko. 

## Promocija pesmi
Prve nastope, na katerih je promovirala pesem, je Ceca imela v sarajevskem hotelu Bosna. Videospot za pesem ni bil posnet.
Pesem na portalu Youtube šteje čez 235 tisoč pregledov (februar 2015). 

## Albumi z objavljenim singlom
- Cvetak zanovetak, 1988
- Pustite me da ga vidim, 1990
- Ceca hitovi, 1994
- Ceca hitovi 1, 2000
- Ceca hitovi 2 (kompilacija), 2007

## Zgodovina objave zgoščenke
| Država      | Datum       | Založba | Oblika |
| ----------- | ----------- | ------- | ------ |
| Jugoslavija | junij, 1988 | PGP RTB | LP     |

## Ostale informacije
- Aranžmaji: M. Kodić in B. Đorđević
- Producent: D. Ivanković
- Recenzent: P. Vuković
- Direktor in urednik programa: S. Terzić